# Majstor Vilim (slikar)
Majstor Vilim,  (tal. Mastro Guglielmo, katkada i Guillielmus; njem. Meister Willhelm ili Wilhelm; engl. Master William), konvencionalno je ime anonimnoga talijanskog majstora romaničkoga slikarstva s početka 12. stoljeća, koji je najpoznatiji po oslikanom raspelu s izrazitim bizantskim stilskim obilježjima sačuvanom i izloženom u konkatedrali Uznesenja Blažene Djevice Marije (tal. Santa Maria Assunta) u talijanskoj općini Sarzani na obali Ligurskog mora.

## Raspelo iz Sarzana
Raspelo iz Sarzana Majstora Vilima je temperom na lanenom platnu oslikani lik uskrsloga Krista apliciran na križ od kestenova drva. To je raspelo ujedno i prvi znani nam primjer ikonografije tipa Christus triumphans (hrv. trijumfirajući Krist), a po tumačenju talijanskoga povjesničara umjetnosti Piera Torritija prikazani Isusov lik "predstavlja proširenu veličinu, snažnu potragu za životom i slobodom kretanja koja kao da rastvara krute orijentalne oblike".
Jedna od poznatijih kopija raspela Majstora Vilima nalazi se u samostanskoj crkvi opatije Heiligenkreuz u istoimenoj donjoaustrijskoj općini usred Bečke šume: nju je u sklopu obnove oltarskog prostora crkve u godinama 1980.–1981. izradio talijanski likovni umjetnik Renato Manfredi, a ista je obješena iznad oltara na Veliki petak (17. travnja) 1981. godine.

## Vanjske poveznice

### Sestrinski projekti
| Portal:Kršćanstvo | Portal: Kršćanstvo |

|  | Zajednički poslužitelj ima još gradiva o temi Majstor Vilim |

### Mrežna mjesta
- Fondazione Carispezia: Una nuova Guida digitale per scoprire la preziosa Croce di Mastro Guglielmo (tal.)